# Дэвидсон, Холли
Хо́лли Дэ́видсон (родилась 26 апреля 1980 года в Лондоне) — английская актриса, модель и фитнес-тренер.
Дэвидсон наиболее известна своими ролями в сериалах «Renford Rejects», «Чисто английское убийство», «Casualty» и ролями в фильмах «Окончательный монтаж», «Король вечеринок 2: Восхождение Таджа» и «Парни из Эссекса». С сентября 2000 по декабрь 2001 она играла WPC Роз Кларк в The Bill.
Прекратив актёрскую в двадцать с небольшим лет, Дэвидсон последние десять лет работает личным спортивным тренером и опубликовала две книги по фитнесу.
Дэвидсон выросла в Шропшире, где жила с 6 до 16 лет. Она является дочерью фотографа Роберта Дэвидсона и сестрой актрис Сэди Фрост и Джейд Дэвидсон.
Дэвидсон вышла замуж за фотографа Себастьяна Руса 21 июня 2019 года. Свадьба состоялась на пляже в Швеции.

## Фильмография
| Фильм     | Фильм                      | Фильм            | Фильм                                                                  |
| Год       | Фильм                      | Роль             | Примечания                                                             |
| --------- | -------------------------- | ---------------- | ---------------------------------------------------------------------- |
| 1997 г.   | Согнутый                   | Девушка в поезде |                                                                        |
| 1997 г.   | Пища любви                 | Джессика         |                                                                        |
| 1998 г.   | Финальный монтаж           | Холли            |                                                                        |
| 1998—1999 | Renford Rejects            | Робин Уокер      | Сериал — Обычный сериал (13 эпизодов) — Повторяющаяся роль (2 эпизода) |
| 2000 г.   | Гримли                     | Мэнди            | Сезон 2 Эпизод 8                                                       |
| 2000 г.   | Эссекс Бойз                | Сьюзи Уэлч       |                                                                        |
| 2006 г.   | Флирт с фламенко           | Сильвия          |                                                                        |
| 2006 г.   | Ван Уайлдер: Расцвет Таджа | Сэди             |                                                                        |
| 2007 г.   | Идеальная женщина          | Кара             | (в постпродакшене)                                                     |